# Авро 527
Авро 527 (енгл. Avro 527) је двоседи ловачки авион направљен у Уједињеном Краљевству. Авион је први пут полетео 1916. године. Није ушао у серијску производњу.

Највећа брзина авиона при хоризонталном лету је износила 166 km/h.
Распон крила авиона је био 10,9 метара, а дужина трупа 8,90 метара. Празан авион је имао масу од 546 килограма. Нормална полетна маса износила је око 921 килограм. Био је наоружан са једним митраљезом 7,7 мм.

## Наоружање
| Наоружање авиона: Авро         |        |
| Ватрено (стрељачко) наоружање  |        |
| Топ                            |        |
| Митраљез                       |        |
| Број и ознака митраљеза        | 1 Луис |
| Калибар                        | 7,7    |
| Бомбардерско наоружање (бомбе) |        |
| Ракетно наоружање (ракете)     |        |

## Земље које су користиле авион
- Велика Британија